# Oready
Oready (gr. Ὀρειάδες Oreiádes, łac. Oreades) − w mitologii greckiej nimfy gór i jaskiń. Były związane z boginią Artemidą. Pierwsze pokolenie oread to potomstwo pięciu Daktylów i pięciu Hekateryd. Kolejne pokolenia to potomstwo starszych oread oraz ich braci satyrów.